# Sábado (periódico colombiano)
Sábado fue un periódico liberal colombiano iniciado por Armando Solano y Plinio Mendoza Neira que circuló de manera semanal desde 1943 hasta 1957.
Apareció en Bogotá el 17 de julio de 1943 y se caracterizó por la publicación crítica en temas culturales, políticos, económicos y relacionados con la literatura como poesía, cuento y ensayos. Además, uno de los principales aspectos de Sábado fue el hecho de que sus publicaciones no estaban limitadas al ámbito nacional colombiano. Si bien los temas con respecto a Colombia tenían importancia y primacía, el periódico se dedicó también a la publicación de autores extranjeros así como de temas coyunturales e internacionales para la época. Por ello, contaba con poemas del español Federico García Lorca, del mexicano Amado Nervo, del chileno Pablo Neruda y cuentos de autores como Edgar Allan Poe.
Desde su primera publicación el periódico se caracterizó por su visión en pos de las libertades y las democracias en América, como respuesta a la perspectiva de regímenes fascistas europeos y posibles dictaduras latinoamericanas. Debido a ello, y a las inclinaciones políticas de sus fundadores, el periódico estuvo relacionado con las ideas del Partido Liberal Colombiano. Por eso mismo, el periódico sufrió una época de censura alrededor de 1950 como respuesta del gobierno conservador ante las publicaciones hechas con respecto a la Guerra Fría en miras hacia Estados Unidos y hacia la Unión Soviética.  
El periódico contaba con un grupo de redactores que, a diferencia de la mayoría de escritores sus publicaciones, trabajaba activa y permanentemente en lo que se fuera a publicar. Este grupo se conformaba por Luis de Oteyza, Rafael Maya, Eduardo Caballero Calderón, Hernando Tellez, Edgardo Salazar Santacoloma y Luis Enrique Osorio.
El periódico costó 10, 15 y 20 centavos colombianos a lo largo de su vida.

## Directores del periódico
1. Armando Solano (1943[13] -1944[14])
2. Plinio Mendoza Neira (1943[13]-1947[15])
3. Abelardo Forero Benavídez (1947[15]-1955[16])
4. Darío Samper (1955[17] -1957[18])

## Escritores
| - Plinio Mendoza Neira - Abelardo Forero Benavídez - Armando Solano - Eduardo Caballero Calderón - Darío Samper - Juan Lozano y Lozano - Carlos Lozano y Lozano - Antonio Burgés Carmona - Alberto Lleras Camargo - Mario Ibero | - Rafael Azula Barrera - Fernando Guillén Martínez - Juan Lagatta - Silvio Villegas - José Prat - Germán Arciniegas - Luis Eduardo Nieto Caballero - Germán Pardo García - Josefina Lleras Pizarro - María Enciso | - Elvira Mendoza - Sofía Imber - Anna Kipper - Elvira Laverde González - Cecilia Pizano Torres - Fina Guzmán Posada - Marzia de Lusignan - Clarita Peña - Evelina Lemaire - Gloria Inés Forero | - Pepita Parrado - Lucía Cock de Bernal Jiménez - Climato Soto Borda - SAMPER (caricaturista) |

## Secciones del periódico
Aunque el periódico contaba con una organización en cuanto a su contenido, no todos los textos publicados entraban dentro de una sección. Así, en la mayoría de las publicaciones las primeras páginas estaban destinadas a los escritos de relevancia y actualidad para el momento sin atenerse a una categoría específica con la que contara la publicación previamente. Las secciones manejadas por el periódico eran publicadas o usadas de manera esporádica antes que periódica; por ello, categorías usadas para una publicación podían no aparecer para la siguiente. Vale la pena agregar que los reportajes y las crónicas se encontraban presentes en todas las publicaciones sin necesidad de pertenecer a una categoría específica del periódico. Las siguientes eran las más comunes entre sus publicaciones.

### Ensayos y ensayistas
Esta sección se encuentra dedicada al género del ensayo en sus diferentes formas y en sus diferentes temas. Era un espacio libre en donde el editor daba a conocer sus ideas más allá de los esquemas tradicionales de la crónica, el reportaje y la noticia. Así, se podían ver pensamientos críticos con respecto a temas que fluctúan desde la tenencia de tierras en el campo colombiano hasta la discusión del cine y el teatro latinoamericano. Sábado no centró por una forma específica de este género y por ello se encuentra una variedad de ensayos del ámbito político nacional, sobre América Latina, sobre poesía, sobre literatura española, colombiana y más.

### Vulgarizaciones y algo más
Esta sección está dedicada a la vulgarización desde una perspectiva más crítica de lo que su nombre podría aparentar. Escrita por uno de los principales redactores del periódico, Luis de Oteyza, la sección era el espacio que tenía reservado para su escritura y la publicación de su opinión, pensamiento y estilo de escritura. Los textos de este apartado no cuentan con una forma predeterminada y constantemente se basan de un lenguaje con tonos satíricos o irónicos frente a temas como literatura, historia, personajes históricos y más. Sin la necesidad de un rigor académico, en estos escritos se ve la perspectiva de Oteyza por medio de lenguaje que incluso juega con la creación literaria a la hora de plasmar sus diferentes pensamientos.

### La risa en el mundo / El humor de los nuestros

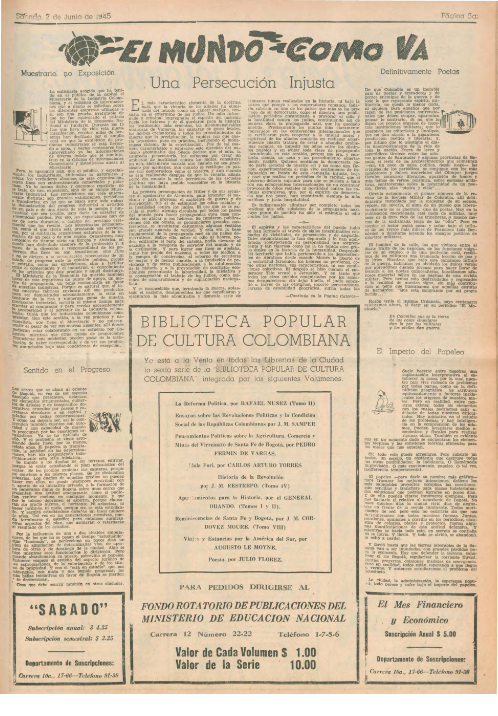
Página interna de "Sabado"

Sección dedicada al humor visto a través de poemas, sonetos y pequeñas prosas. Entre sus escritores iniciales se destaca a Klim y entre sus caricaturistas, a Samper.

### La semana financiera económica
Sección dedicada a los temas relacionados con la economía. Su contenido podía variar entre reportajes, crítica, especulación de inversión, análisis y más. Vale la pena destacar que el periódico, en ciertas ocasiones, tocaba temas económicos internacionales como lo era la especulación frente al futuro financiero de Estados Unidos en el contexto de la guerra a mediados del siglo XX.

### Andanzas de Mario Ibero
Sección escrita por Mario Ibero en la cual en la cual se ve su estilo ensayístico sobre diferentes aspectos de Colombia y de la vida colombiana en general.

### Antiguos y Modernos
Sección dedicada a la publicación de poemas tanto colombianos como internacionales. Como su nombre lo indica, allí se publicaban tanto poemas contemporáneos para la época, como los clásicos.

### Antología de Sábado
Sección destinada a la publicación de fragmentos sobre la obra, normalmente poética, de algún artista. Los fragmentos iban acompañados por un breve texto acerca del escritor. Posteriormente, pasó a ser denominada como "Poesía".

### Los maestros del cuento
Sección dedicada a la publicación de un cuento. El escritor podía ser colombiano o extranjero, así como contemporáneo o clásico. Por ello, se encuentran escritores como Edgar Allan Poe o Samuel Velásquez allí. Posteriormente, pasó a intercalar con la sección "Literatura".

### Sábado para vosotras
Sección predecesora de “Nosotras por Lucy” destinada al público femenino colombiano donde escritoras del periódico como María Enizo, Elvira Mendoza o Josefina Lleras Pizarro publicaban contenido literario que iba desde pequeñas creaciones literarias hasta temas de interés del día a día de una mujer colombiana. De ahí que se destaquen subsecciones como “Ellas hablan” o publicaciones como “Qué profesión puede estudiar una muchacha colombiana”.

### Correo de sábado
Sección dedicada a la publicación de mensajes mandados por sus lectores que iban destinados bien a una persona en específico, bien al público en general.

### Sábado pregunta
Sección dedicada a preguntas y respuestas hechas por el periódico acerca del contenido del mismo periódico, preguntas abiertas sobre cultura, arte, literatura, teatro, música y más ya a nivel nacional, ya a nivel internacional y preguntas sobre el momento coyuntural en ámbitos económicos, políticos y sociales.

### Concursos
Sección similar a "Sábado pregunta" donde se hacen preguntas sobre las mismas publicaciones del periódico y sobre aspectos culturales del país en temas como cine, teatro, librerías, perfumes y más.